# Ouwo Moussa Maazou
Ouwo Moussa Maâzou (Niamey, Níger, 25 de agosto de 1988), o Moussa Maâzou, es un futbolista nigerino que juega como delantero en el F. C. The Belval Belvaux.

## Selección nacional
Ha sido internacional con la selección de Níger en 52 ocasiones anotando 12 goles.

## Clubes
| Club                       | País           | Año       |
| -------------------------- | -------------- | --------- |
| ASFAN                      | Níger          | 2005-2008 |
| K. S. C. Lokeren           | Bélgica        | 2008      |
| P. F. C. CSKA Moscú        | Rusia          | 2009      |
| K. S. C. Lokeren           | Bélgica        | 2009      |
| A. S. Monaco F. C.         | Francia        | 2010      |
| F. C. Girondins de Burdeos | Francia        | 2011      |
| A. S. Monaco F. C.         | Francia        | 2011      |
| S. V. Zulte Waregem        | Bélgica        | 2011-2012 |
| Le Mans F. C.              | Francia        | 2012      |
| Étoile du Sahel            | Túnez          | 2012-2013 |
| Vitória S. C.              | Portugal       | 2013-2014 |
| C. S. Marítimo             | Portugal       | 2014-2015 |
| Changchun Yatai            | China          | 2015      |
| Randers F. C.              | Dinamarca      | 2015-2016 |
| A. C. Ajaccio              | Francia        | 2016-2017 |
| R. C. Lens                 | Francia        | 2017-2018 |
| A. C. Ajaccio              | Francia        | 2018      |
| R. C. Lens                 | Francia        | 2018      |
| Ohod Club                  | Arabia Saudita | 2019      |
| Sektzia Nes Tziona F. C.   | Israel         | 2019-2020 |
| A. S. Jeunesse Esch        | Luxemburgo     | 2021-2022 |
| F. C. Differdange 03       | Luxemburgo     | 2022      |
| F. C. Bassin Piennois      | Francia        | 2022-2023 |
| F. C. The Belval Belvaux   | Luxemburgo     | 2023-     |

## Palmarés

### Campeonatos nacionales
| Título        | Club                | País  | Año  |
| ------------- | ------------------- | ----- | ---- |
| Copa de Rusia | P. F. C. CSKA Moscú | Rusia | 2009 |